# Mine de Bingham Canyon
La mine de Bingham Canyon est une mine de cuivre à ciel ouvert située au sud-ouest de la ville de Salt Lake City dans l’État de l'Utah aux États-Unis dans les montagnes Oquirrh. La mine est détenue par le groupe Rio Tinto, une entreprise internationale d'exploration minière dont le siège est situé au Royaume-Uni, et exploitée par la société Kennecott Utah Copper. Avec sa largeur de 4 km et sa profondeur de plus de 1 200 m, elle est visible à l'œil nu depuis la Station spatiale internationale. L'extraction du minerai a commencé sur le site en 1906.

## Impact sur l’environnement

### Glissement de terrain d'avril 2013
Le 10 avril 2013, à 21 h 30 précises, un glissement de terrain s'est produit sur la face sud de la mine. L'incident ayant été anticipé, tous les employés avaient été évacués. Il n'a donc engendré que des dégâts matériels.

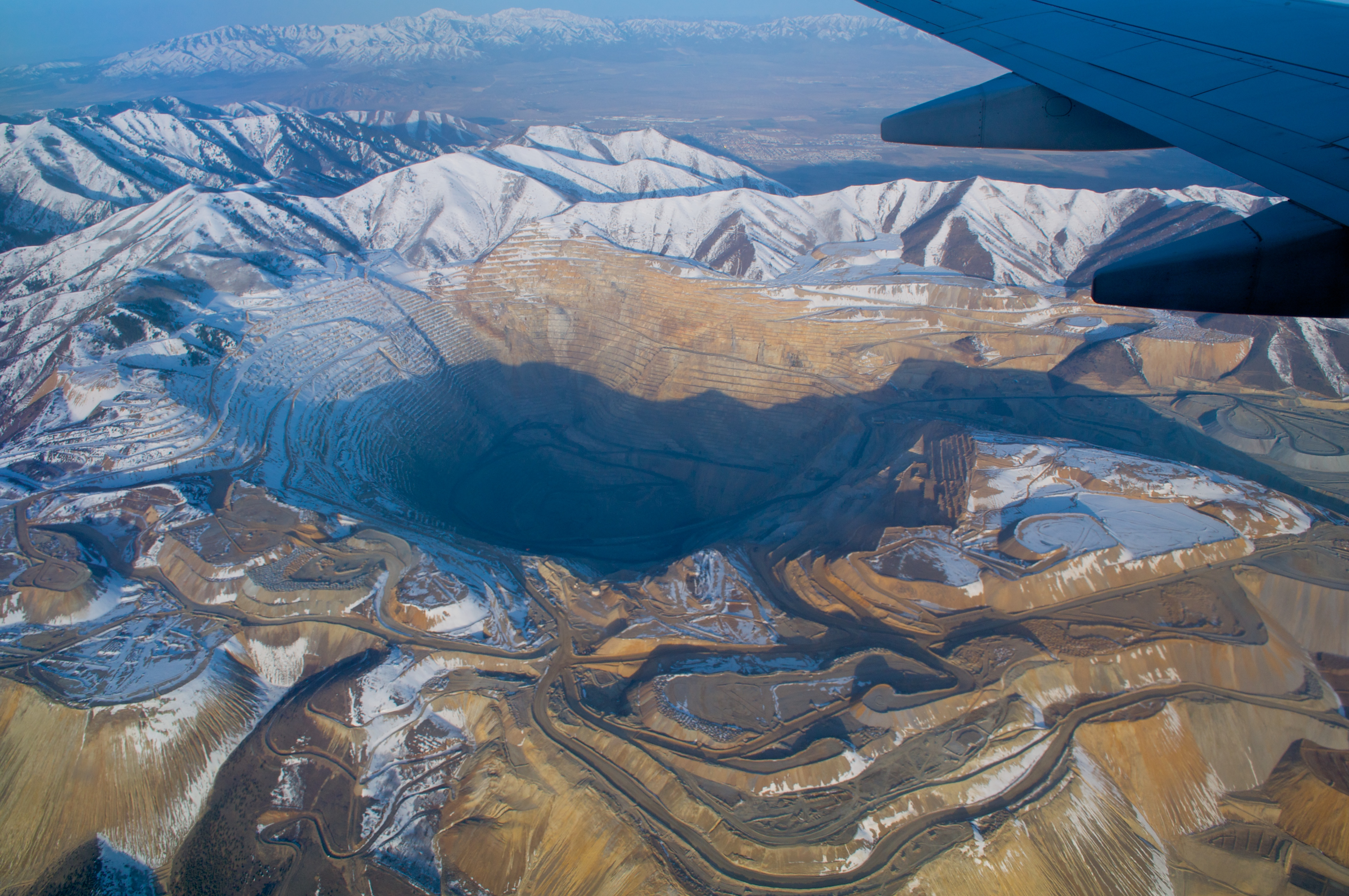
Vue aérienne de la mine de Bingham Canyon.